# National Football Association of Brunei Darussalam
Die National Football Association of Brunei Darussalam (ehemals Football Federation of Brunei Darussalam; FABD, malaiisch Persatuan Bolasepak Brunei Darussalam, Jawi: ڤرساتوان بولاسيڤق بروني دارالسلام) ist das höchste Fußballorgan in Brunei. Sie ist der Nachfolger der 2008 aufgelösten Football Association of Brunei Darussalam. Der Verband wurde nach der Auflösung der BAFA 2008 gegründet, da diese ihre Registrierung aufgrund der verspäteten Abgabe von Finanzberichten verlor.
Der Verband gehörte von 1969 bis 2008 der FIFA und von 1970 bis 2008 der Asian Football Confederation an, verlor diese Mitgliedschaften jedoch mit Auflösung des Ursprungsverbandes. Mittlerweile ist der Verband wieder Mitglied der FIFA.
Er war 1984 Gründungsmitglied der ASEAN Football Federation.

## Geschichte
Der Verband wurde 1952 unter dem Namen „Brunei State Amateur Football Association (BSAFA)“ gegründet und formal am 12. März 1956 registriert und wurde Mitglied der englischen The Football Association. 1969 wurde der Verband in „Brunei Amateur Football Association (BAFA)“ umbenannt. 1993 folgte eine weitere Umbenennung in „Football Association of Brunei Darussalam (BAFA)“, da es zu dem Zeitpunkt keine reine Amateursportart in Brunei mehr war.
Die „Brunei Football Association“ (BAFA) wurde von der FIFA und der Asian Football Confederation (AFC) 2009 wegen Einmischung der Regierung aus dem Verband ausgeschlossen worden war. Bei dem Meeting am 30. Mai 2011 entschloss sich das FIFA Executive Committee, unter Vorsitz von Präsident Sepp Blatter, de Sperren gegen die Fußballvereinigung von Bosnien-Herzegovina (FFBH) und Brunei Darussalam aufzuheben.
Im Juli 2021 wechselte der Verband den Namen zur heutigen Marke, wobei das Wort 'National' ausgelassen wurde. Davor hieß der Verband National Football Association of Brunei Darussalam (NFABD). Gleichzeitig wurde ein neues Logo eingeführt.
Am 2. März 2016 wurde dem NFABD von der Asian Football Confederation der Grassroots Award for Aspiring Member Association  anlässlich der ersten AFC Grassroots Conference in Kuala Lumpur verliehen. Als Ersatz für die ausgefallene 2020 Brunei Super League, welche am 19. September 2020 nach nur zwei Spielen aufgrund der COVID-19-Pandemie in Brunei abgesagt wurde, sollte 2020 der Brunei FA Cup stattfinden. Der Termin, der auf den 1. November 2020 angesetzt war, wurde jedoch abgesagt.
Die NFABD baut ein neues Technical Centre und einen Mini Grandstand innerhalb des eigenen Anwesens. Das Projekt soll US$2,1 Mio. kosten. Das Zentrum wird vom FIFA Forward Development Programme gesponsert, um jungen Menschen bessere Möglichkeiten zu geben ihre Fußballfähigkeiten zu trainieren.

### Markenpolitik
Am 11. Juli 2021, ein Jahrzehnt nach der Gründung, orientierte sich der Fußballverband von Brunei Darussalam (FABD) im Rahmen seiner Rebranding-Strategie an der Philosophie des Landes. Dazu wurde zunächst das Wort „National“ aus dem Namen gestrichen. Außerdem wurde ein neues Logo vorgestellt, das eine Kombination aus einem dreischichtigen Halbmond darstellt, welcher die Mondphasen darstellt, die in einem Vollmond gipfeln. Die drei Schichten des Halbmonds repräsentieren jeweils die Farben der Nationalflagge von Brunei. Der Halbmond in der Farbe der „reifen Zitrone“ enthält eine Jawi-Inschrift mit dem Namen des Vereins in Malaiisch, während auf dem schwarzen Halbmond der Name des Vereins in römischen Buchstaben auf Englisch geschrieben ist. Im Logo ist ein grüner Fußball mit Wabenmuster abgebildet, was den Wunsch des Verbandes zum Ausdruck bringt, dem Sport ein präziseres und besseres Wachstum zu verleihen. Tatsächlich wurde das Wabenmotiv vom Spitznamen der Nationalmannschaft, „die Wespen“, inspiriert.
Um die neue Politik umsetzen zu können, wurde die 2021 Brunei Super League ausgesetzt.
Nachdem es nicht gelungen war der FIFA im Jahr 2023 eine gesetzliche Prüfung vorzulegen, kündigte die FABD am 16. November die Suspendierung des Präsidenten sowie die Entlassung des Generalsekretärs an. Der Jahreskongress zur Wahl eines neuen Präsidenten fand am 16. Dezember 2023 statt. Der ehemalige Nationalspieler Feisal Eusoff wurde zum neuen Präsidenten für die Amtszeit 2024–27 gewählt.

## Jugendprogramme
Der FABD konzentriert sich auf die Fußballentwicklung und betreibt Altersgruppenprogramme mit U-23-, U-21-, U-19- und U-17-Mannschaften (bekannt als Tabuan Muda) und es wurden zwei zusätzliche Ligen eingeführt: Brunei Under 18 Youth League und Brunei Under 15 Youth League. Zusätzlich organisierte die Association und der Brunei Shell Recreation Club (BSRC) das NFABD U6/U8 and U10 Grassroots Football Festival 2019.

## Organisation

### Präsidenten
- Abdul Rahman Mohiddin (2011–2013)[25]
- Sufri Bolkiah (2013–2019)[26]
- Matusin Matasan (2019–2023)[27]
- Feisal Eusoff (2024–)

### FABD Congress
Es gibt 20 Congress Members des FABD. Alle gehören zu Clubs in der Brunei Super League. Die Tutong Football Association, Kuala Belait Club, Temburong Club, Royal Brunei Police Force Sports Council (MS PPDB), Royal Brunei Armed Forces Sports Council (MS ABDB) und die Schiedsrichter-Vereinigung ziehen 20 Lose.
| Name                               | Funktion                         | Anmerkungen   |
| ---------------------------------- | -------------------------------- | ------------- |
| Haji Feisal bin Haji Eusoff Patail | Präsident                        | [ 20 ]        |
| Haji Mahrub bin Haji Murni         | Deputy President                 | [ 20 ]        |
|                                    | General Secretary                |               |
| Paul Munster                       | Technical Director               | [ 13 ] [ 29 ] |
| Spanien Mario Rivera               | Team Coach (Men’s)               | [ 13 ]        |
| Khairi Zuhair                      | Marketing and Commercial Officer |               |
| Hamiz Sahari                       | Club Licensing Manager           | [ 30 ]        |
| Nasruddin Ruslan                   | Head of Competition              |               |
| Shazuwan Sani                      | Futsal Coordinator               |               |
| Sujairi Abdullah                   | Referee Development Officer      | [ 13 ]        |

## Wettbewerbe
Alle Turniere werden in Brunei Darussalam abgehalten.
- Hassanal Bolkiah Trophy ASEAN Youth Football[31]
- Brunei FA Cup
- Brunei Super Cup
- Brunei Super League
- Brunei Premier League[32]
- Brunei Under 18 Youth League
- NFABD Under-16 Youth Football League[33]
- Brunei Under 15 Youth League
- NFABD Under-12 Futsal Tournament[34]

### Brunei M-League / M-Cup team
Am 16. June 2012 wurde der Vorschlag, eine bruneiische Mannschaft in der malaysischen Liga Malaysia (M-League) spielen zu lassen, von der NFABD abgelehnt. Zuvor hatte sich die NFABD nach einer Teilnahme an der M-League und idealerweise einem direkten Zugang zur höchsten Spielklasse, der Malaysia Super League, erkundigt. Doch nach Angaben des malaysischen Fußballverbands (FAM) müssen im Jahr 2013 alle Neuzugänge das Verfahren durchlaufen, in der dritten Liga der FAM League zu beginnen.